# Veneridae
Famille
Les Veneridae sont une famille de mollusques bivalves, marins et d'eau saumâtre, de l'ordre des Veneroida.
Cette famille a été décrite par le zoologiste américain Constantine Samuel Rafinesque en 1815.

## Description

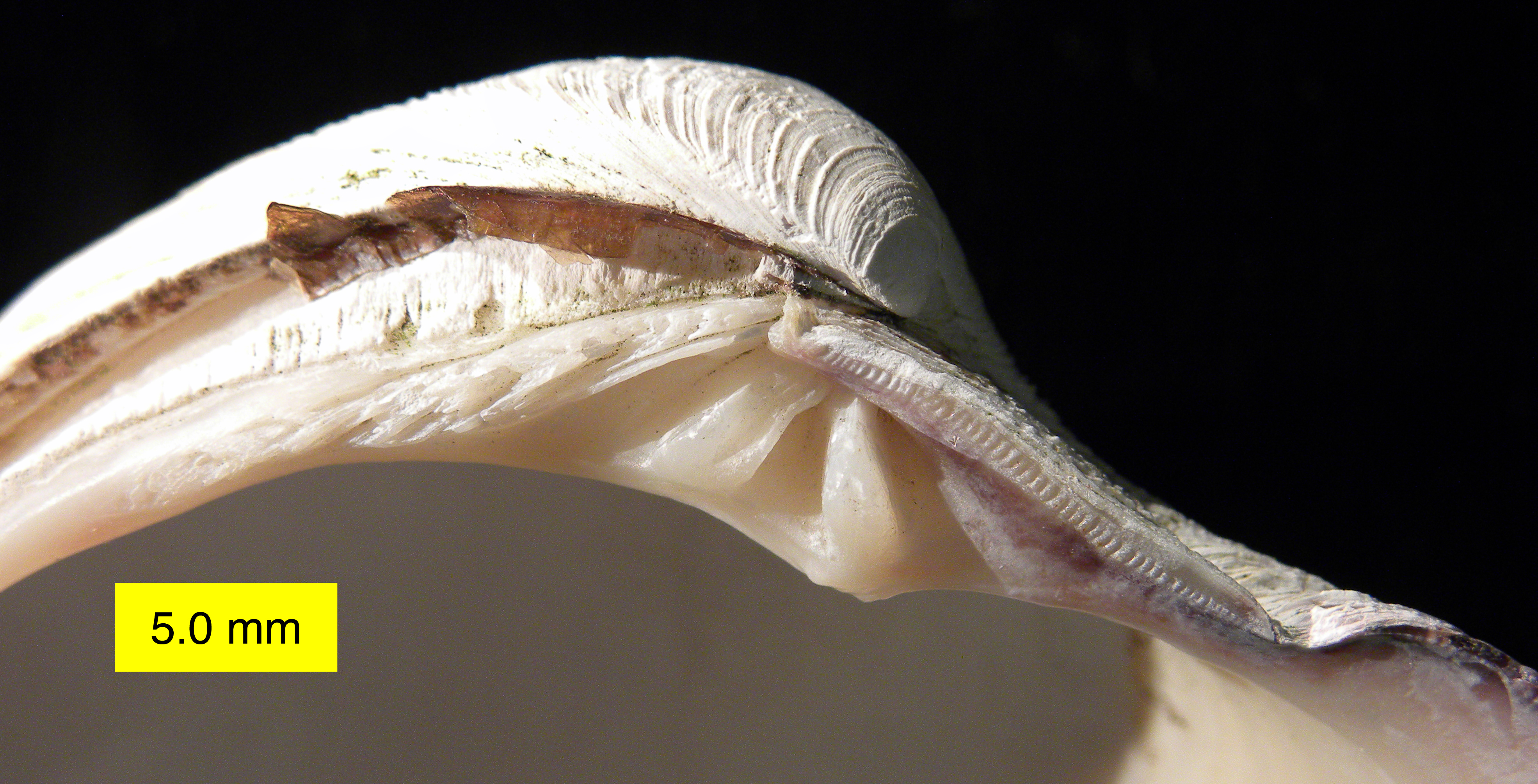
Mercenaria mercenaria.

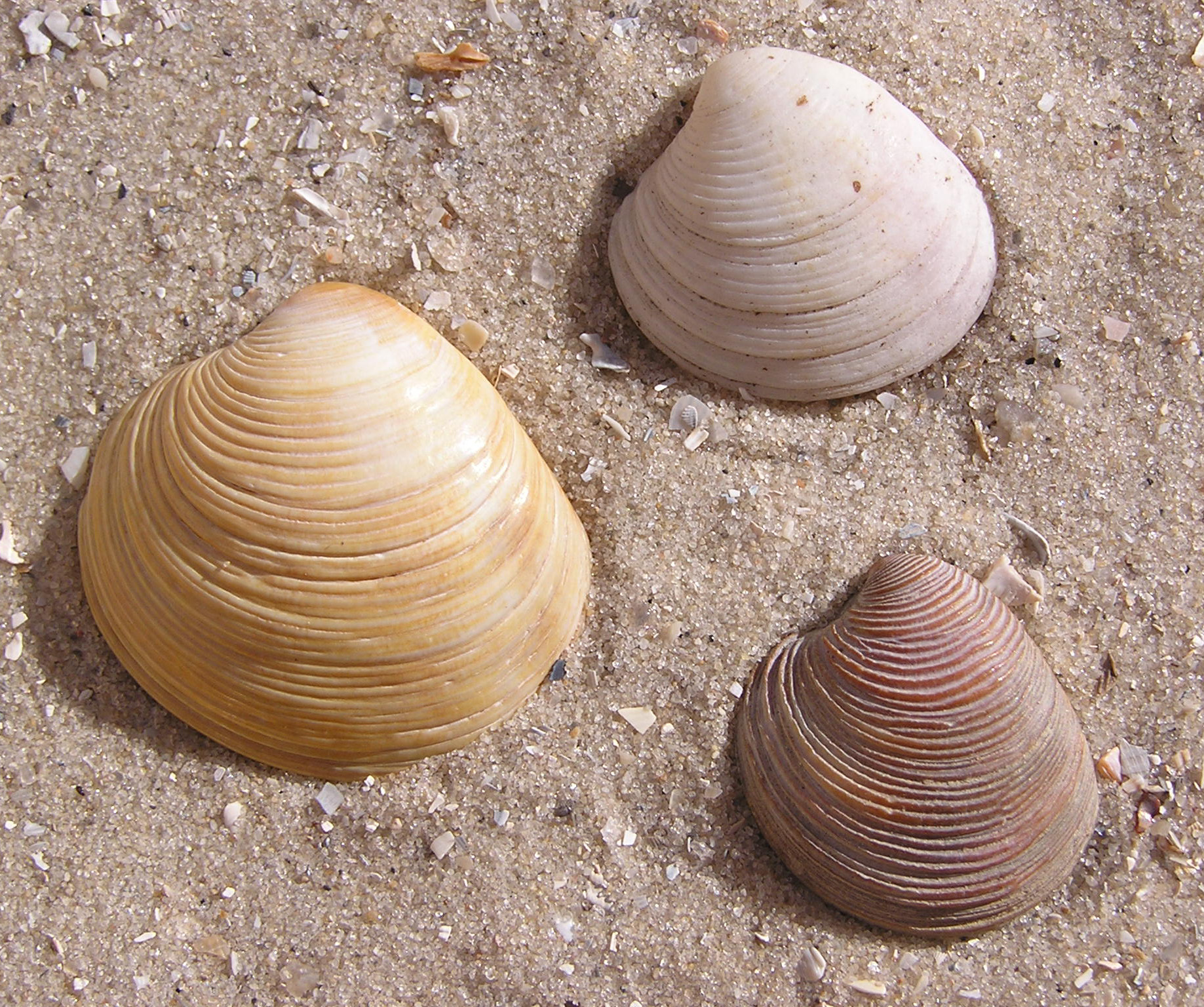
Chamelea gallina

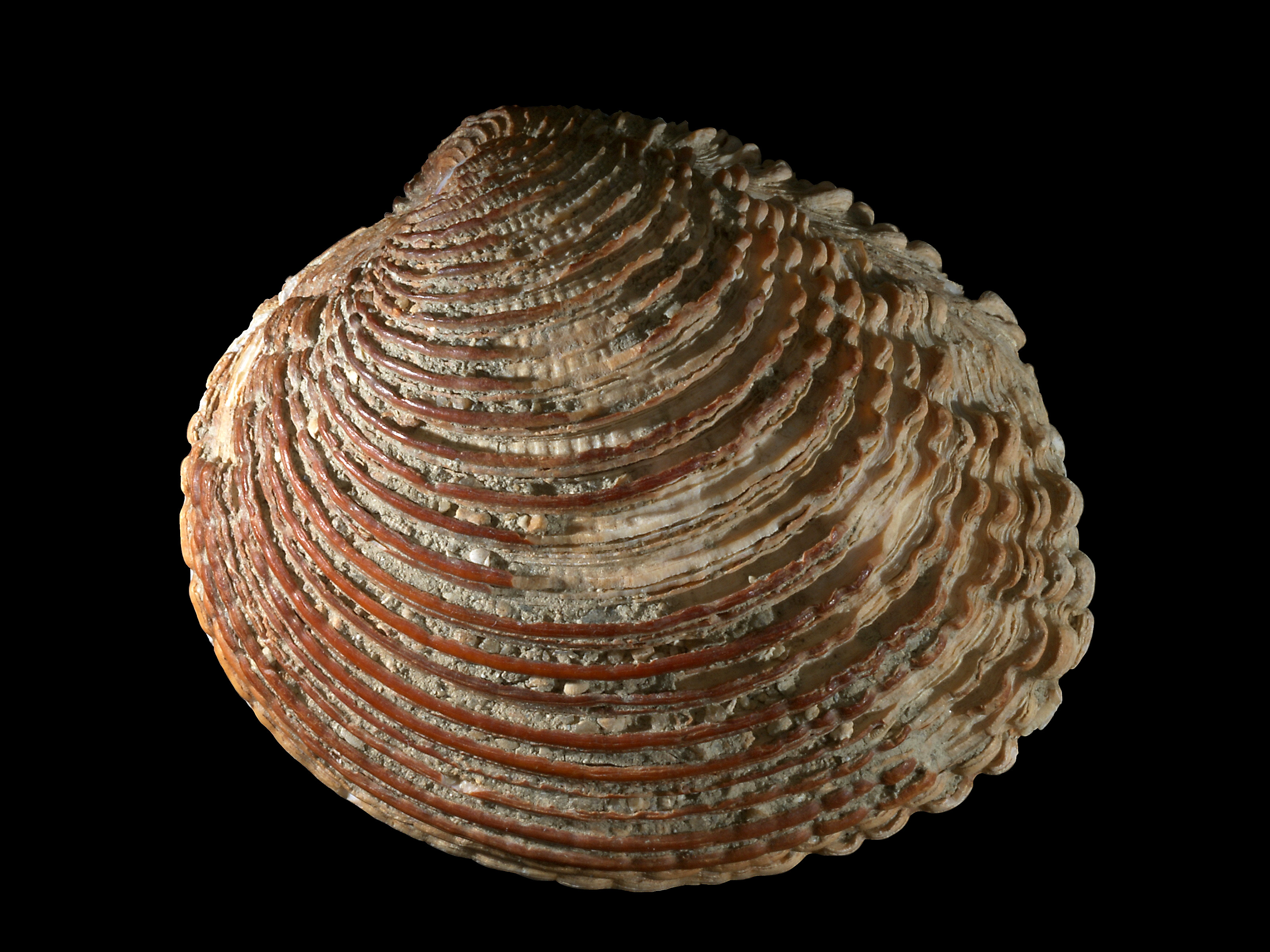
Venus verrucosa

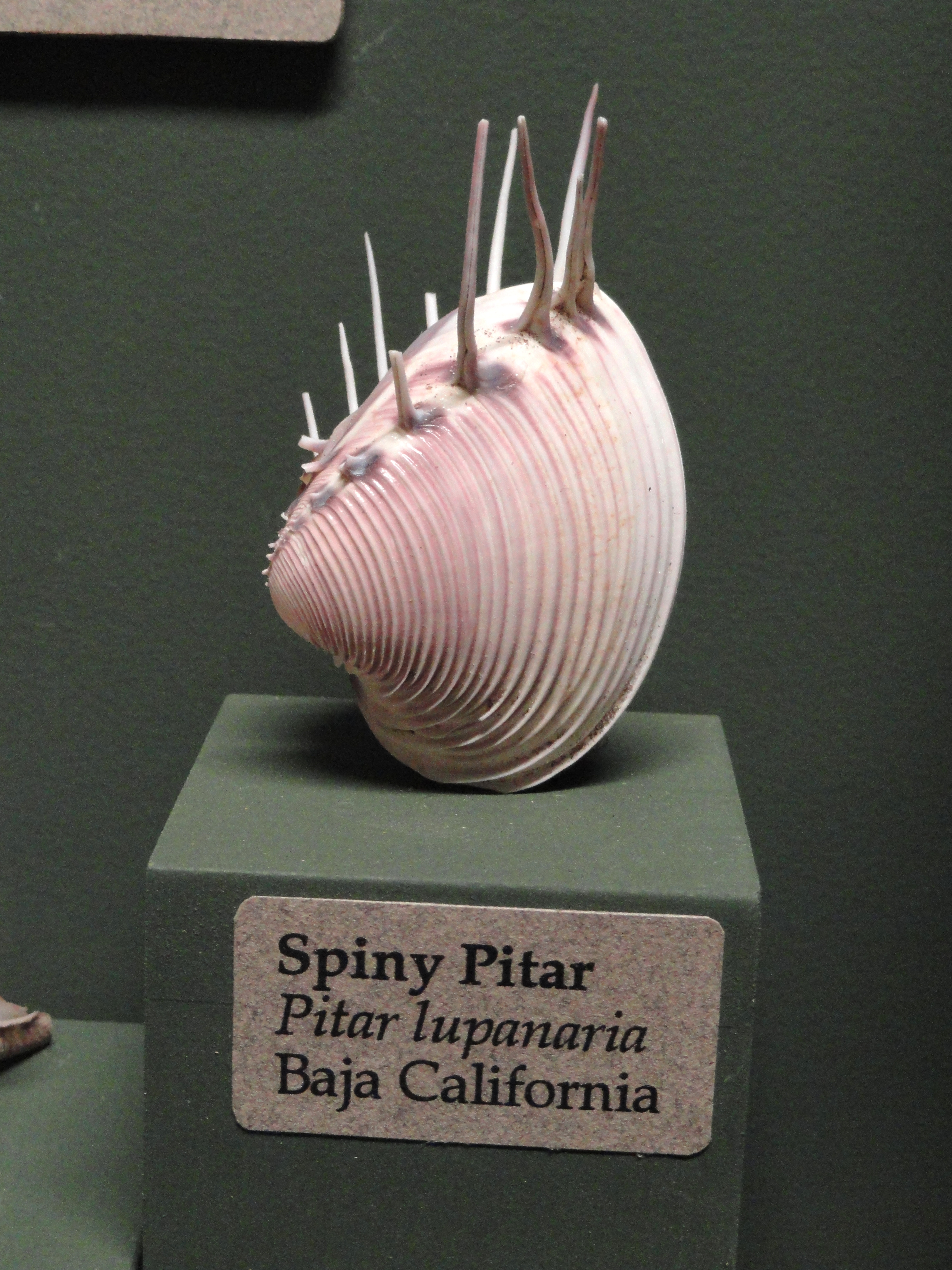
Pitar lupanaria

Les Veneridae ont une coquille de contour variable subcirculaire ou subtrigone à ovalaire, équivalve ou subéquivalve, et inéquilatérale. Leur sculpture externe fondamentalement formée de stries, côtes ou
lamelles concentriques auxquelles se superposent parfois des éléments rayonnants. Leur crochet saillant est situé antérieurement. Leur charnière hétérodonte a trois dents cardinales simples ou bifides et parfois des dents latérales antérieures. La lunule et/ou l'écusson sont distinct(s). La coquille sinupalliée est de type dimyaire.

## Taxinomie
Liste des genres
Selon World Register of Marine Species (11 mars 2015) :
- genre Agriopoma Dall, 1902
- genre Amiantis Carpenter, 1864
- genre Anomalocardia Schumacher, 1817
- genre Anomalodiscus Dall, 1902
- genre Antigona Schumacher, 1817
- genre Aphrodora Jukes-Browne, 1914
- genre Asaphinoides F. Hodson, 1931
- genre Atamarcia Marwick, 1927
- genre Austrovenus Finlay, 1926
- genre Bassina Jukes-Browne, 1914
- genre Callista Poli, 1791
- genre Callithaca Dall, 1902
- genre Callocardia A. Adams, 1864
- genre Callpita Huber, 2010
- genre Chamelea Mörch, 1853
- genre Chione Megerle von Mühlfeld, 1811
- genre Chioneryx Iredale, 1924
- genre Chionista Keen, 1958
- genre Chionopsis Olsson, 1932
- genre Circe Schumacher, 1817
- genre Circenita Jousseaume, 1888
- genre Circomphalus Mörch, 1853
- genre Clausinella Gray, 1851
- genre Clementia Gray, 1842
- genre Compsomyax Stewart, 1930
- genre Comus Cox, 1930
- genre Costacallista Palmer, 1927
- genre Costellipitar Habe, 1951
- genre Cryptonemella Kuroda & Habe, 1951
- genre Cyclina Deshayes, 1850
- genre Cyclinella Dall, 1902
- genre Dorisca Dall, Bartsch & Rehder, 1938
- genre Dosina J.E. Gray, 1835
- genre Dosinia Scopoli, 1777
- genre Egesta Conrad, 1845
- genre Eumarcia Iredale, 1924
- genre Eurhomalea Cossmann, 1920
- genre Ezocallista Kira, 1959
- genre Gafrarium Röding, 1798
- genre Gemma Deshayes, 1853
- genre Globivenus Coen, 1934
- genre Gomphina Mörch, 1853
- genre Gomphinella Marwick, 1927
- genre Gouldia C. B. Adams, 1847
- genre Gouldiopa Iredale, 1924
- genre Granicorium Hedley, 1906
- genre Grateloupia (anonymous), 1830
- genre Hinemoana Marwick, 1927
- genre Humilaria Grant & Gale, 1931
- genre Hyphantosoma Dall, 1902
- genre Hysteroconcha Dall, 1902
- genre Iliochione Olsson, 1961
- genre Irus Schmidt, 1818
- genre Irusella Hertlein & Grant, 1972
- genre Jukesena Iredale, 1915
- genre Katelysia Römer, 1857
- genre Katherinella Tegland, 1929
- genre Kuia Marwick, 1927
- genre Kyrina Jousseaume, 1894
- genre Laevicirce Habe, 1951
- genre Lamelliconcha Dall, 1902
- genre Lepidocardia Dall, 1902
- genre Leukoma Römer, 1857
- genre Lioconcha Mörch, 1853
- genre Liocyma Dall, 1870
- genre Lirophora Conrad, 1863
- genre Macridiscus Dall, 1902
- genre Macrocallista Meek, 1876
- genre Marama Marwick, 1927
- genre Marcia H. Adams & A. Adams, 1857
- genre Marwickia Finlay, 1930
- genre Megapitaria Grant & Gale, 1931
- genre Mercenaria Schumacher, 1817
- genre Meretrix Lamarck, 1799
- genre Notocallista Iredale, 1924
- genre Nutricola F. R. Bernard, 1982
- genre Panchione Olsson, 1964
- genre Paphia Röding, 1798
- genre Paphonotia Hertlein & Strong, 1948
- genre Parastarte Conrad, 1862
- genre Parvicirce Cosel, 1995
- genre Pelecyora Dall, 1902
- genre Periglypta Jukes-Browne, 1914
- sous-famille Petricolinae d'Orbigny, 1840
  - genre Choristodon Jonas, 1844
  - genre Cooperella Carpenter, 1864
  - genre Lajonkairia Deshayes, 1854
  - genre Mysia Lamarck, 1818
  - genre Petricola Lamarck, 1801
  - genre Petricolaria Stoliczka, 1870
- genre Pitar Römer, 1857
- genre Pitarenus Rehder & Abbott, 1951
- genre Placamen Iredale, 1925
- genre Polititapes Chiamenti, 1900
- genre Privigna Dall, Bartsch & Rehder, 1938
- genre Protapes Dall, 1902
- genre Proxichione Iredale, 1929
- genre Redicirce Iredale, 1924
- genre Rohea Marwick, 1938
- genre Ruditapes Chiamenti, 1900
- genre Samarangia Dall, 1902
- genre Saxidomus Conrad, 1837
- genre Sunetta Link, 1807
- genre Sunettina Pfeiffer, 1869
- genre Tapes Megerle von Mühlfeld, 1811
- genre Tawera Marwick, 1927
- genre Timoclea T. Brown, 1827
- genre Tivela Link, 1807
- genre Transennella Dall, 1884
- genre Transenpitar Fischer-Piette & Testud, 1967
- genre Turia Marwick, 1927
- sous-famille Turtoniinae Clark, 1855
  - genre Turtonia Alder, 1848
- genre Veneriglossa Dall, 1886
- genre Venerupis Lamarck, 1818
- genre Venus Linnaeus, 1758
- non-classé Kuia Marwick, 1927 †
- non-classé Marama Marwick, 1927 †

## Galerie

Antigona lamellaris, des Antigona, desVeneridae. Originaire des Visayas centrales, Philippines. Avril 2023.

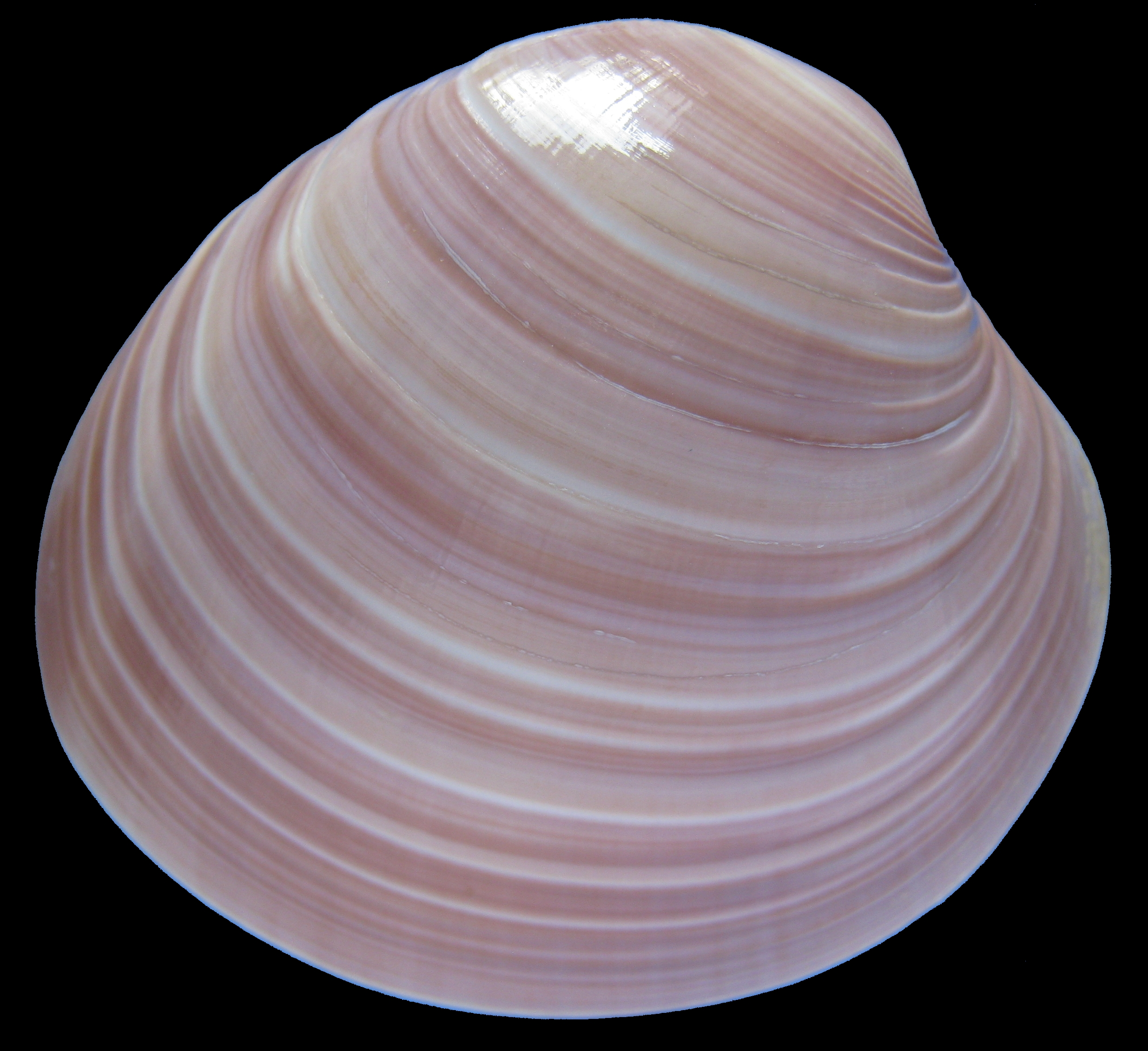
Amiantis purpurata
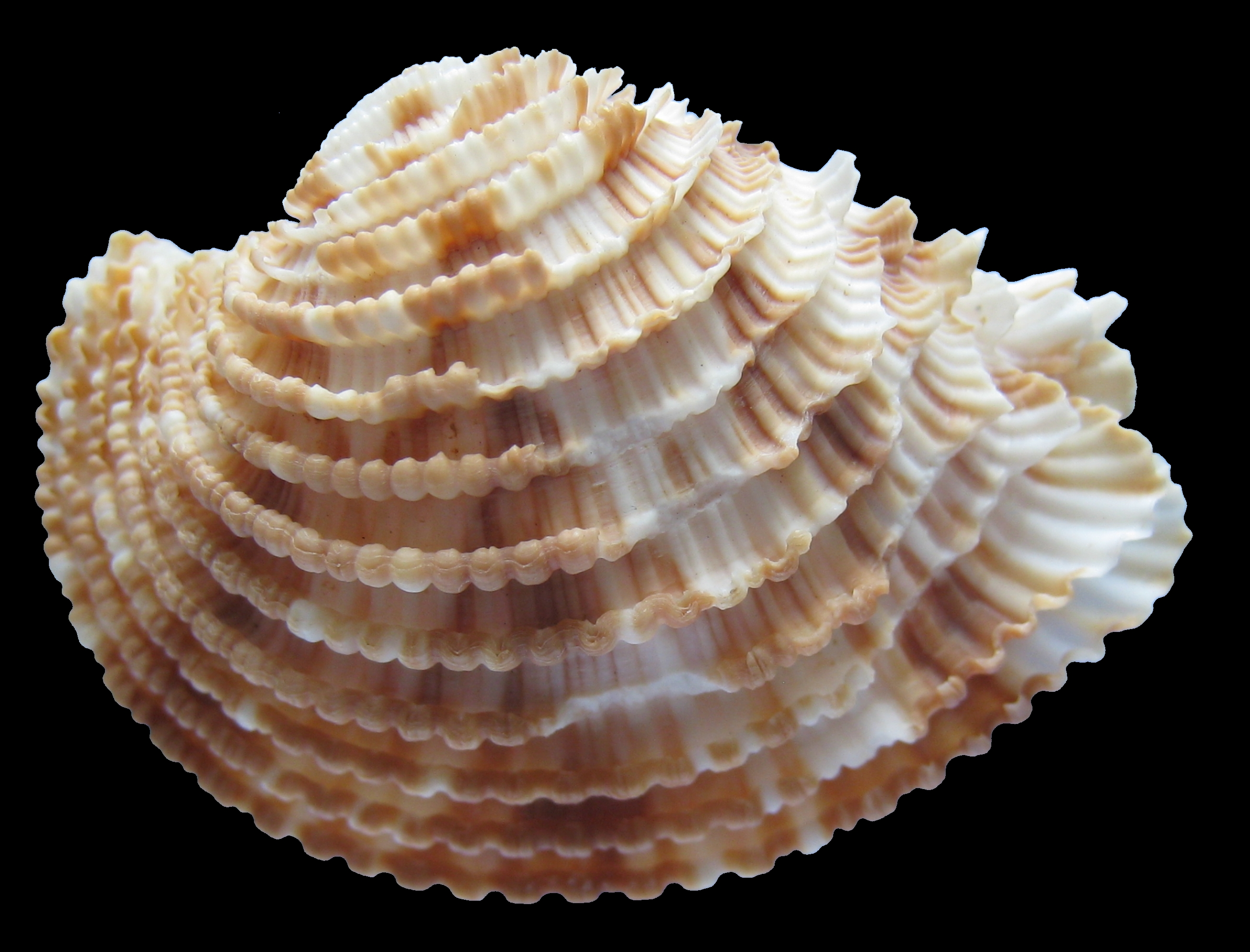
Antigona lamellaris
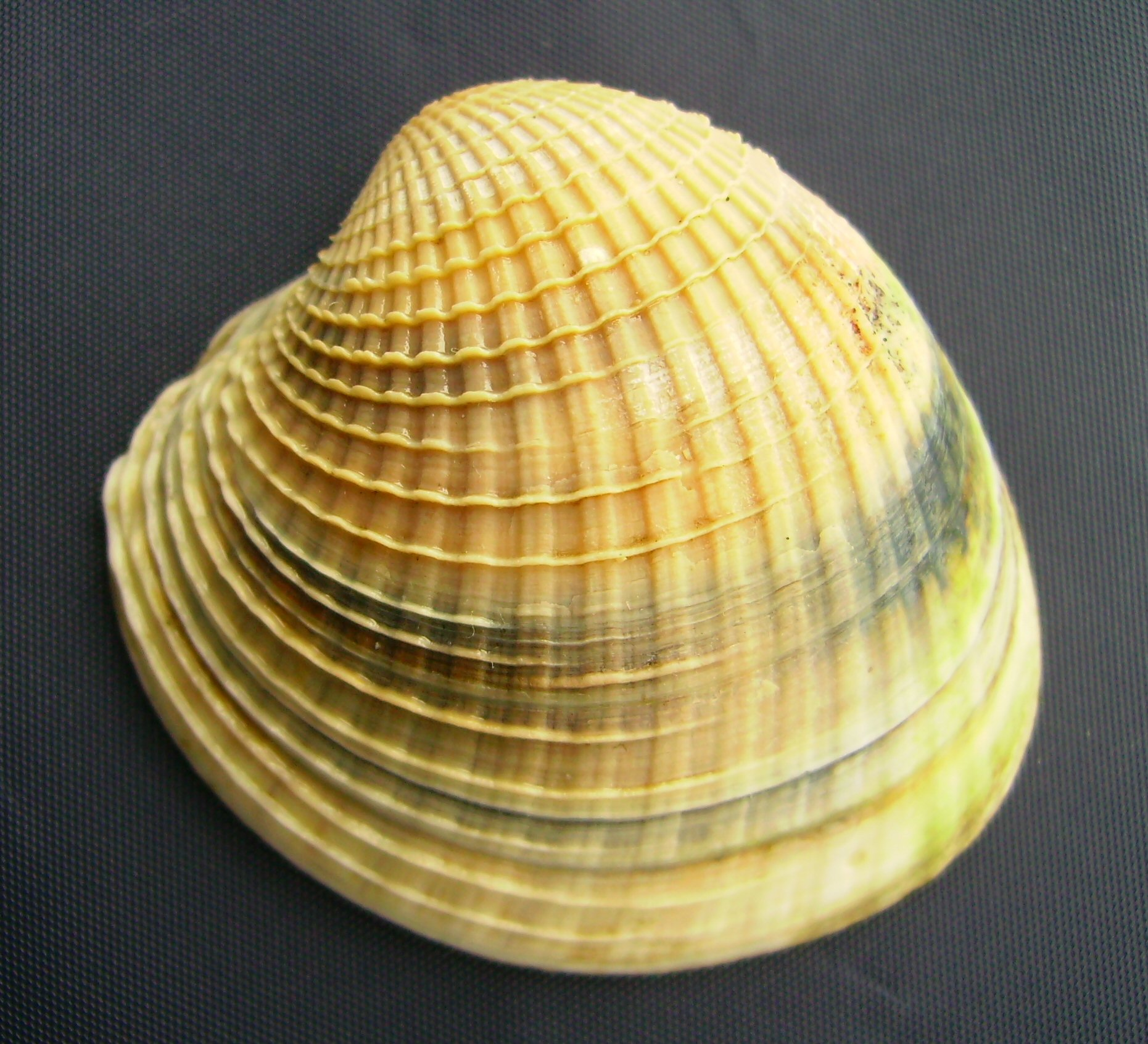
Austrovenus stutchburyi
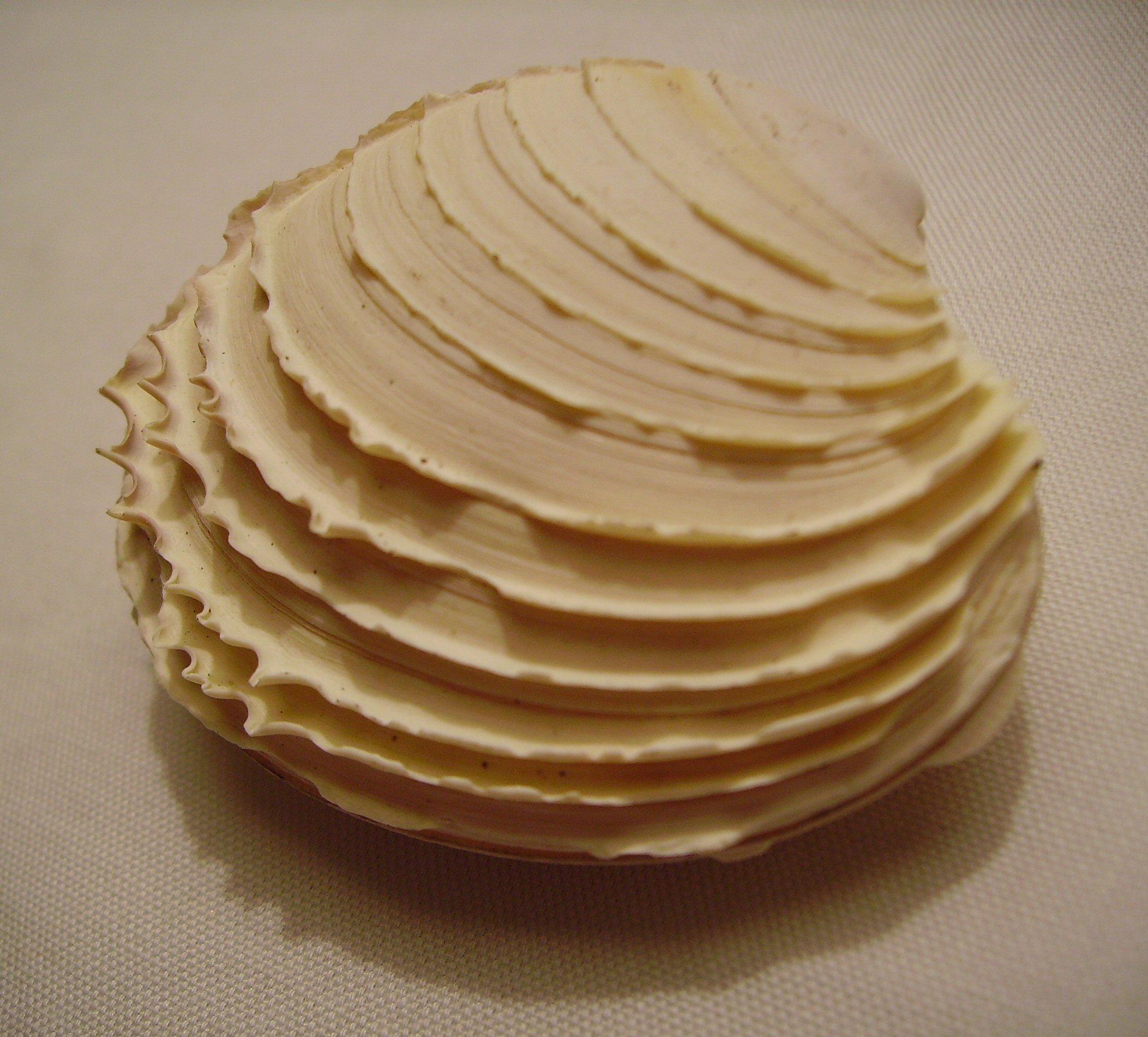
Bassina yatei
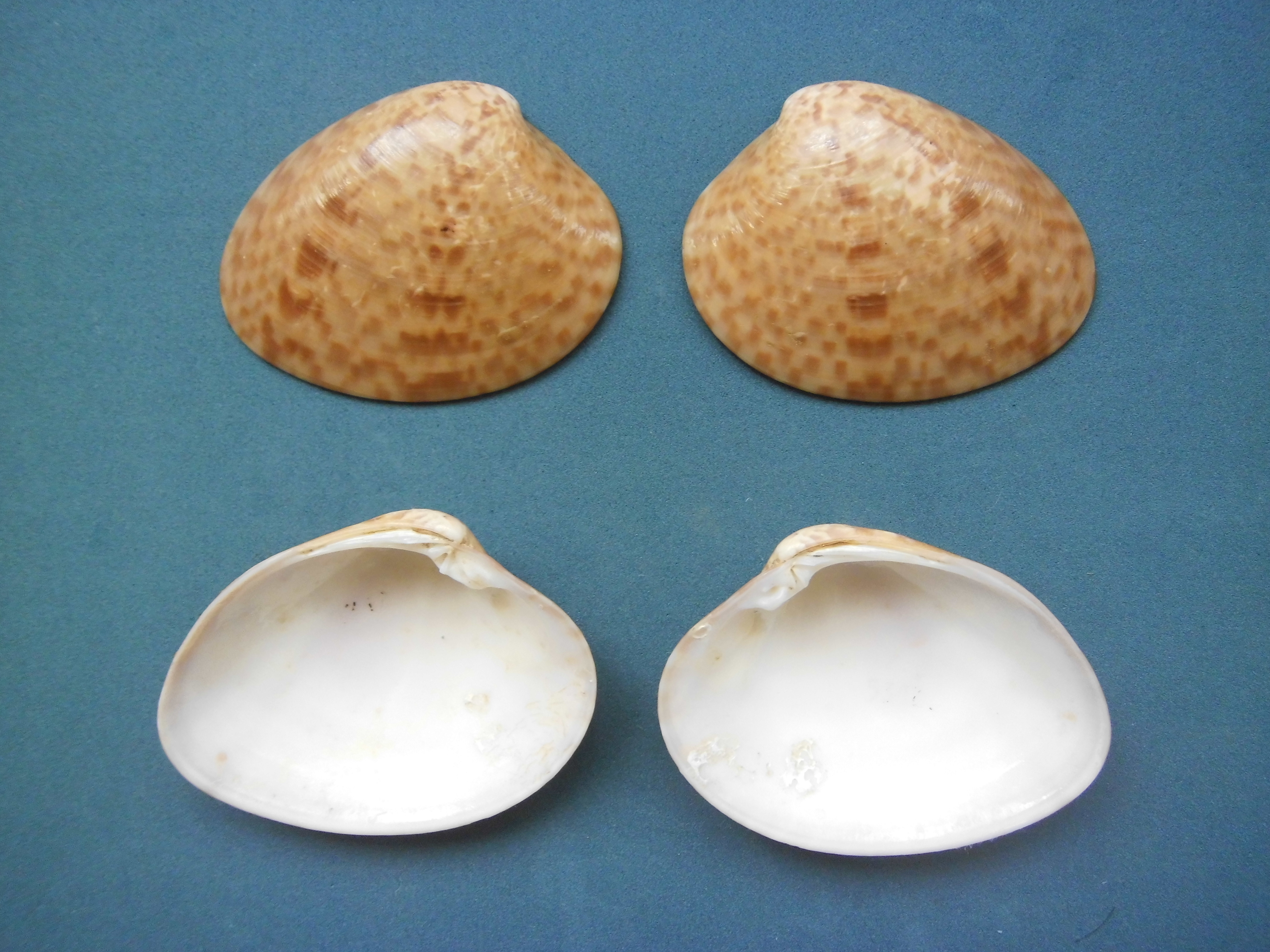
Callista maculata
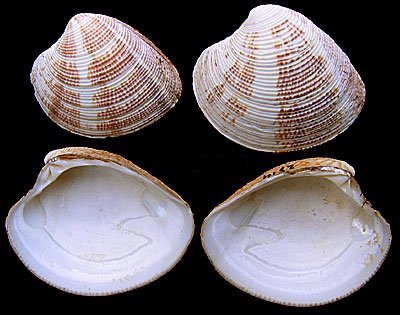
Chamelea striatula
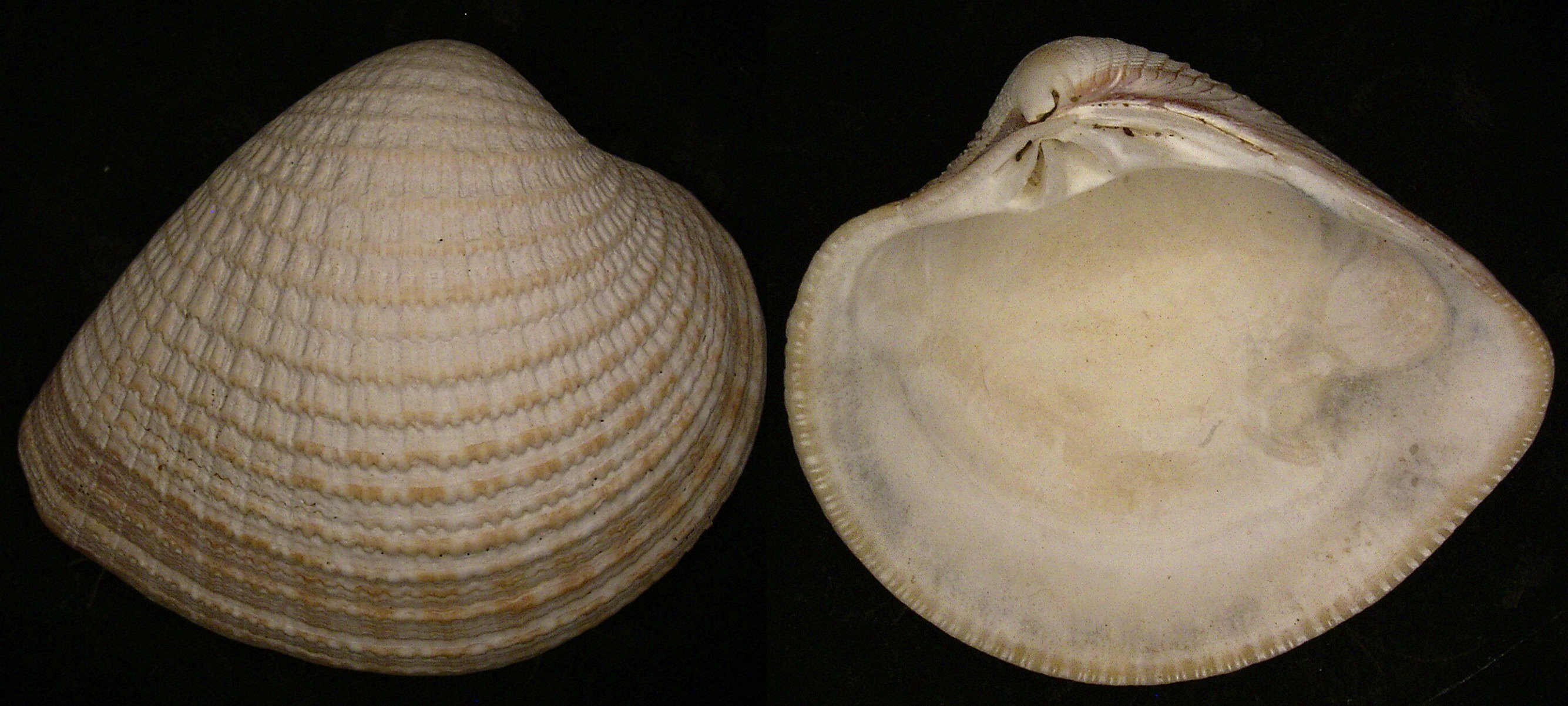
Chione gnidia
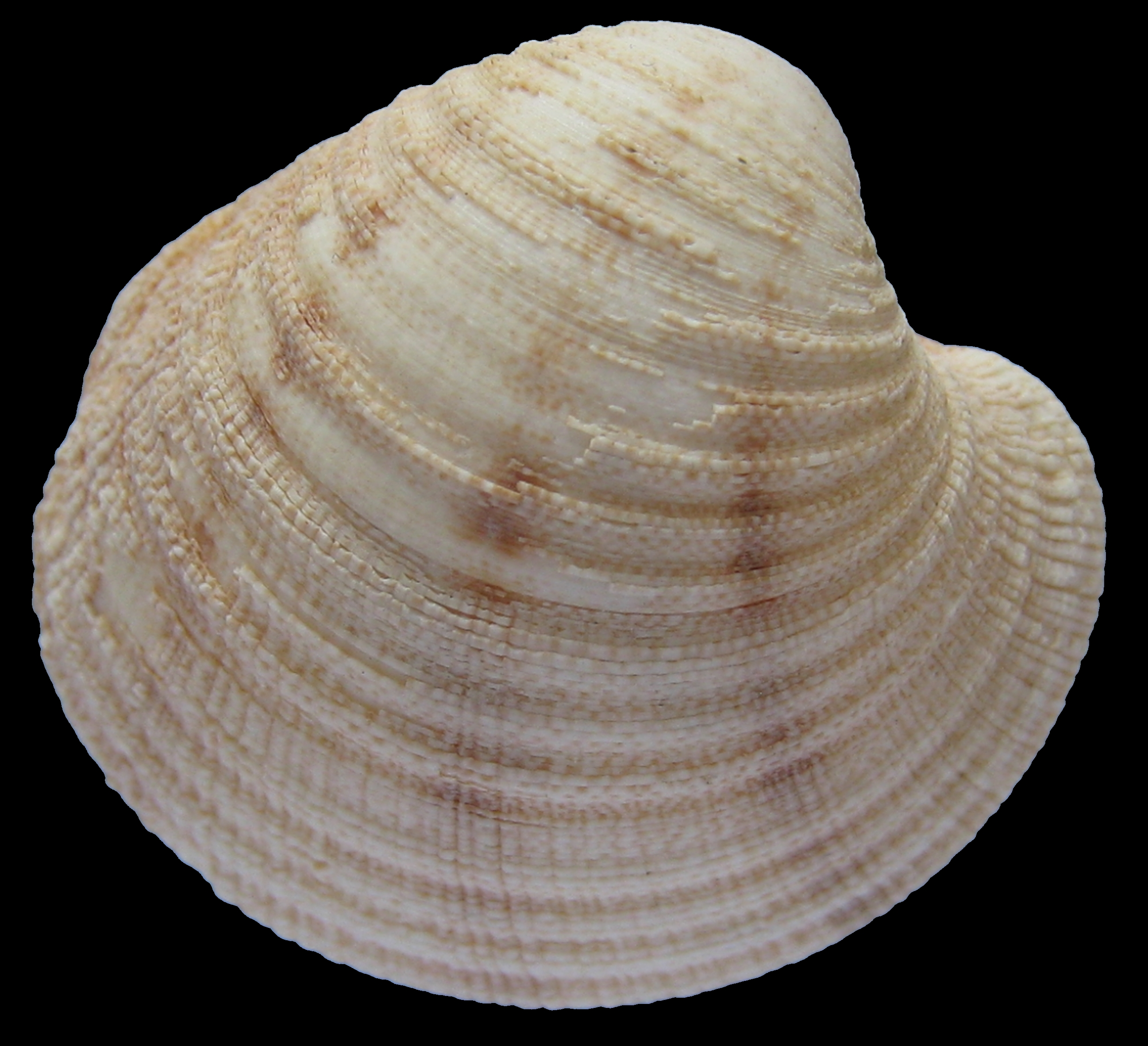
Circomphalus fordi
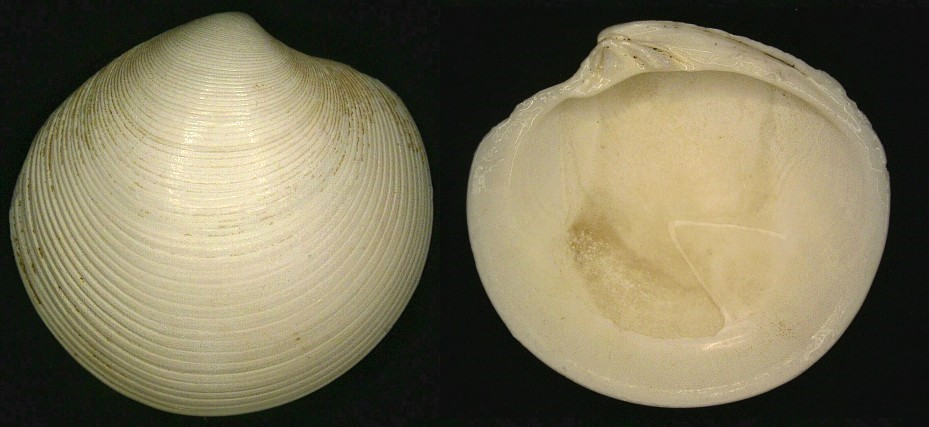
Dosinia ponderosa
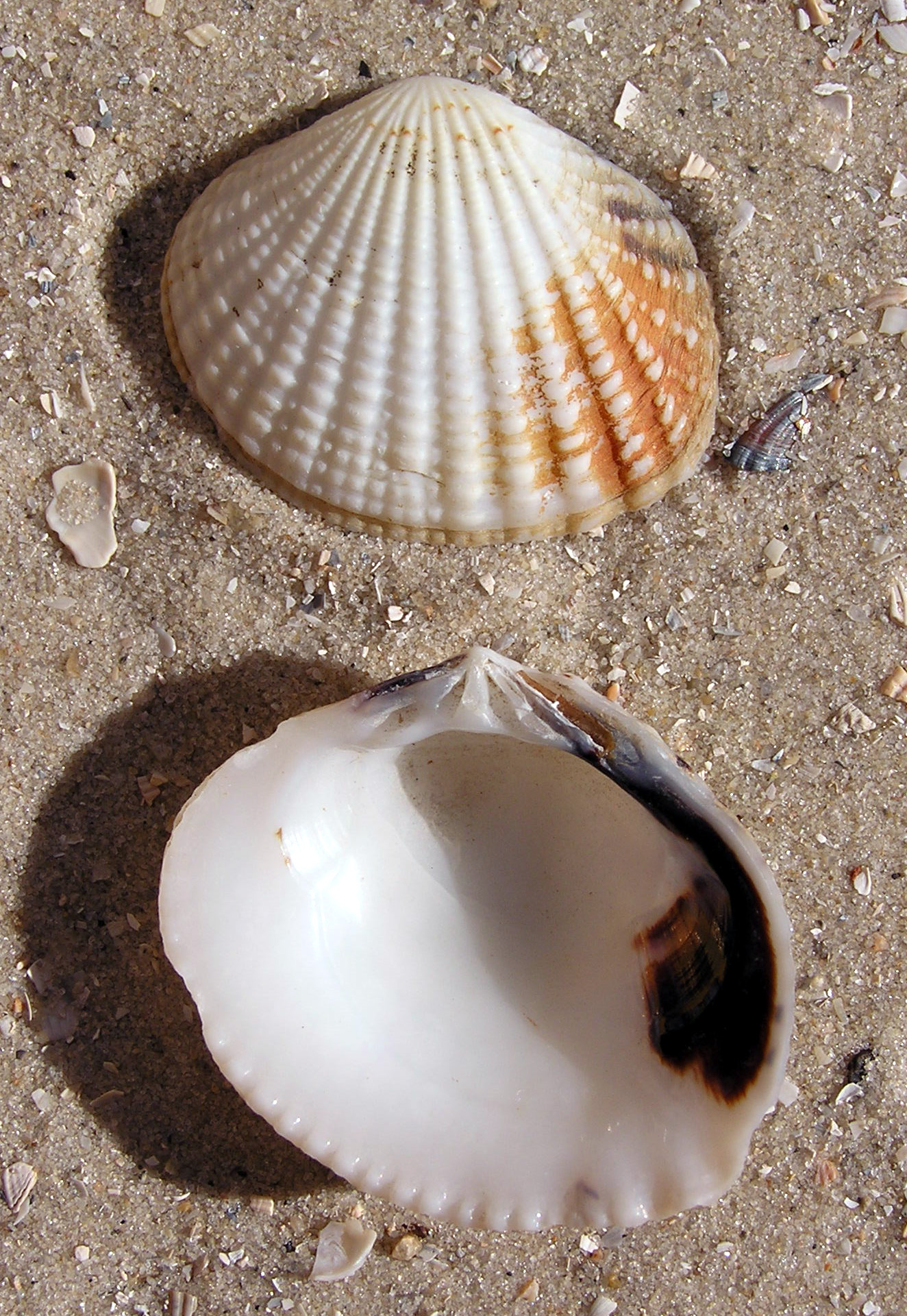
Gafrarium tumidum
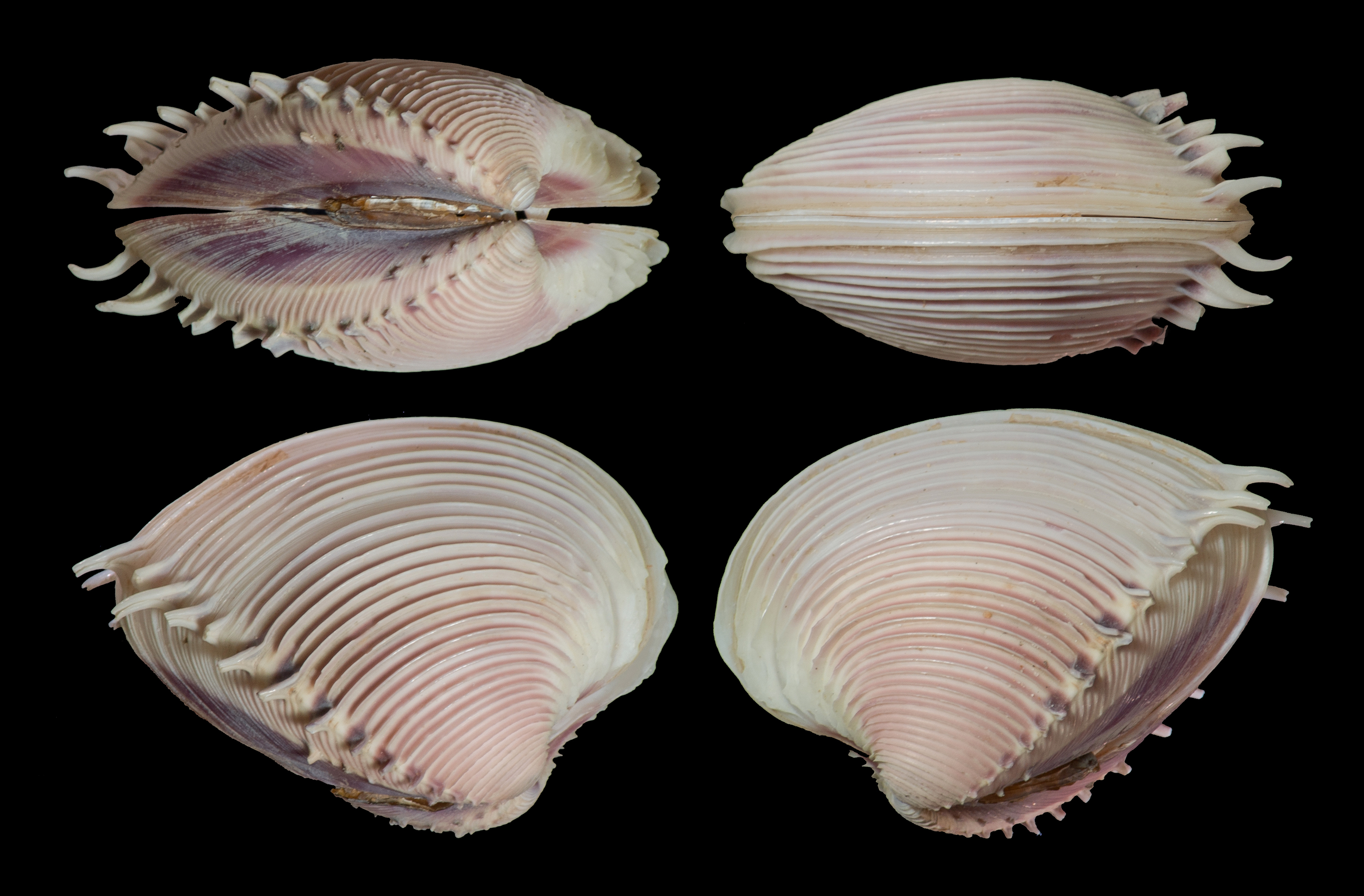
Hysteroconcha dione
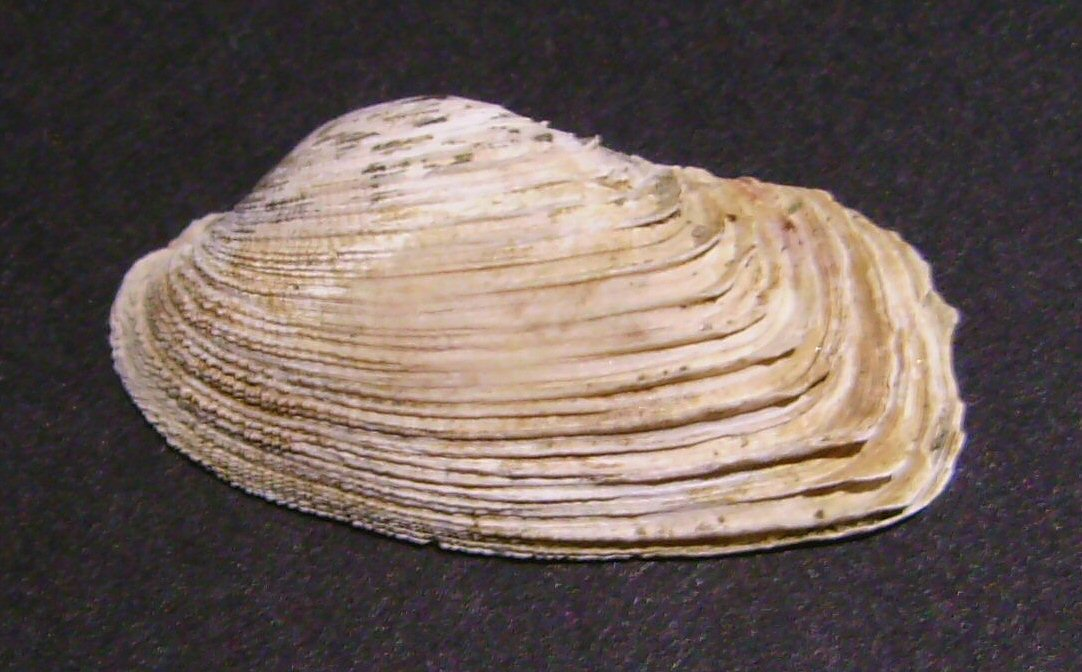
Irus elegans
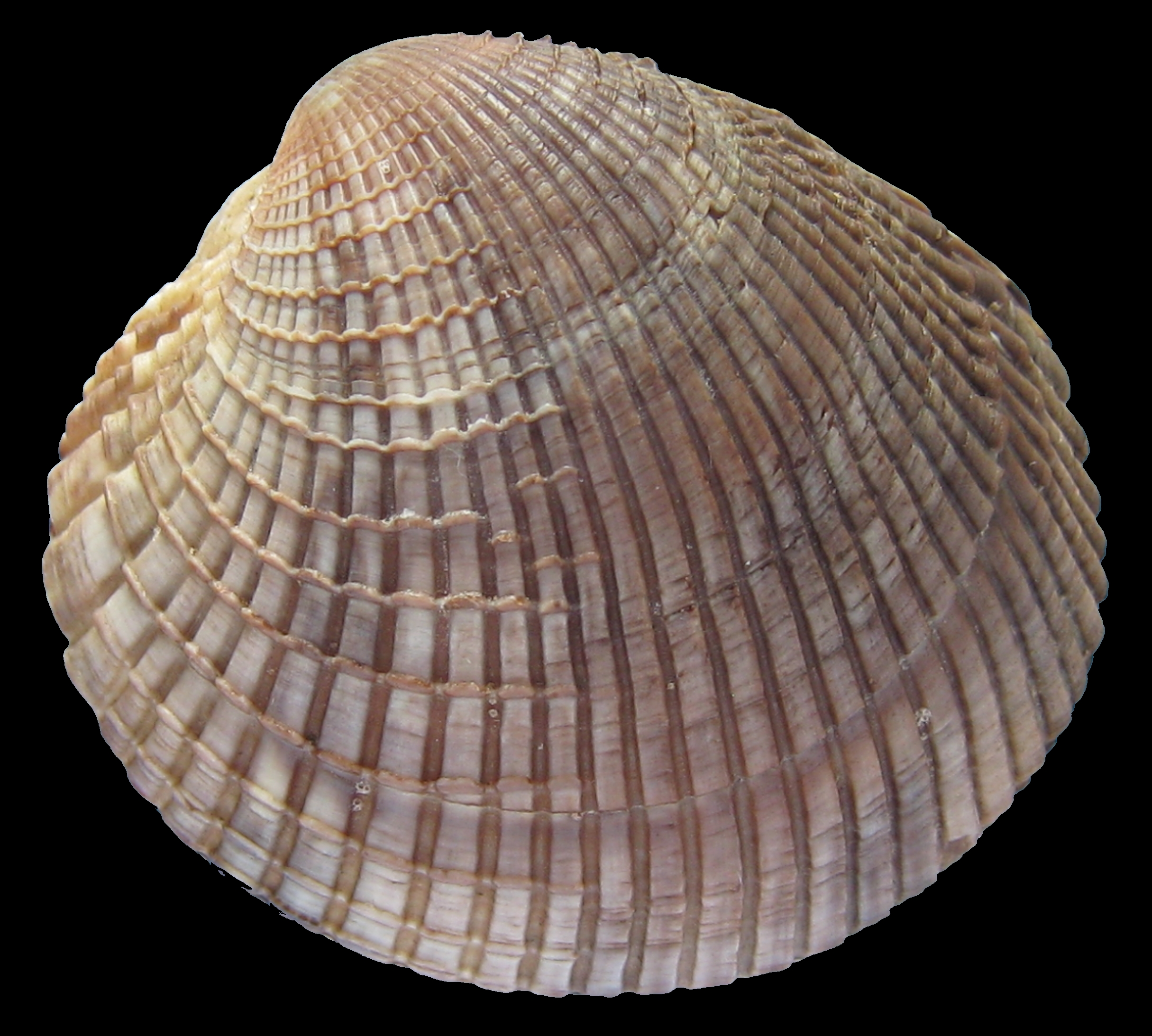
Leukoma columbiensis
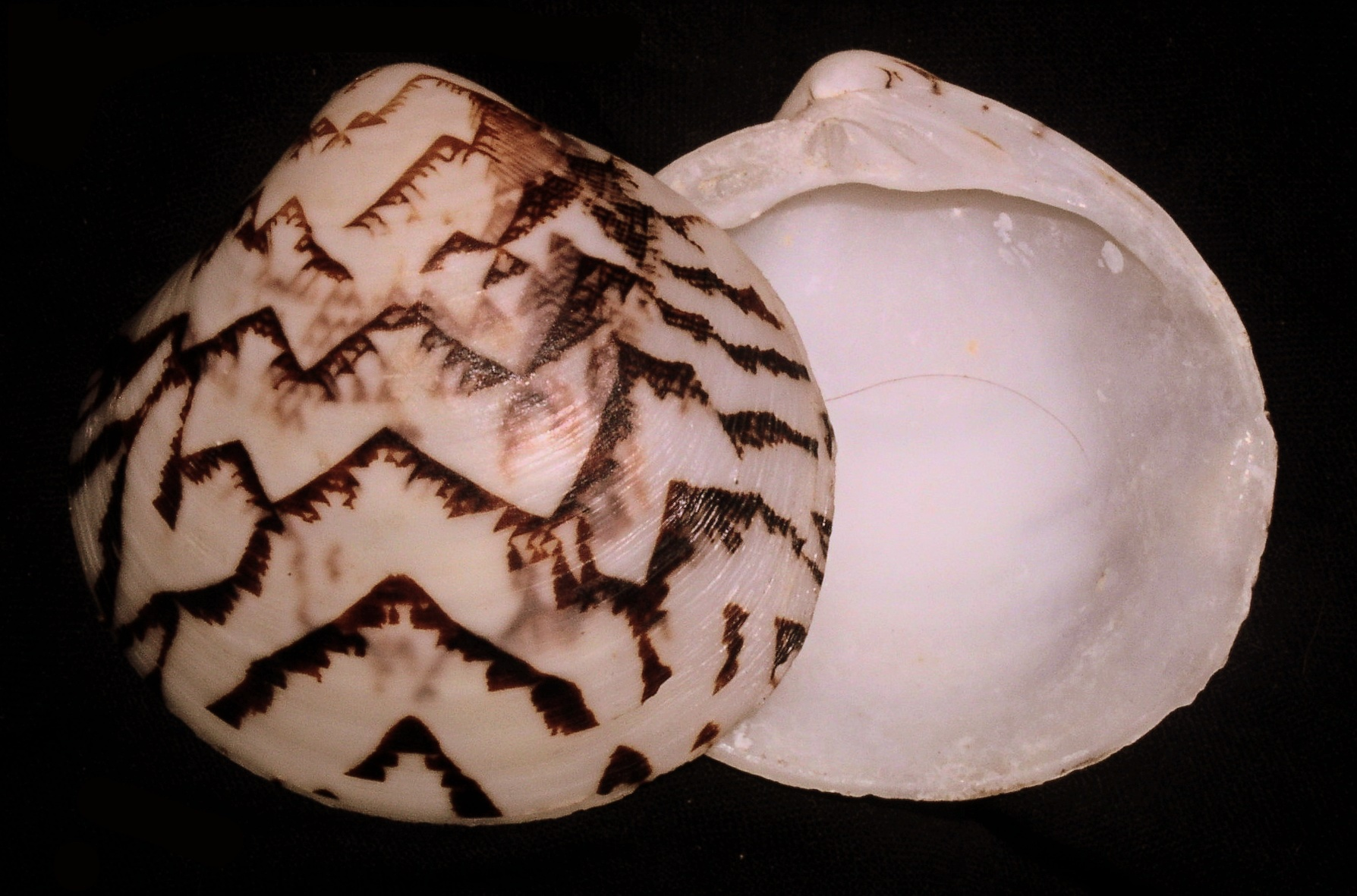
Lioconcha castrense
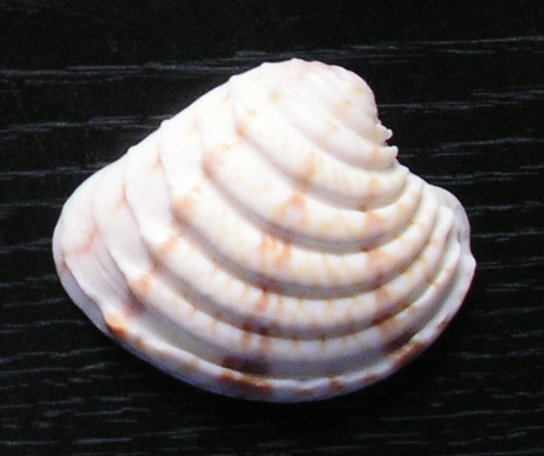
Lirophora paphia
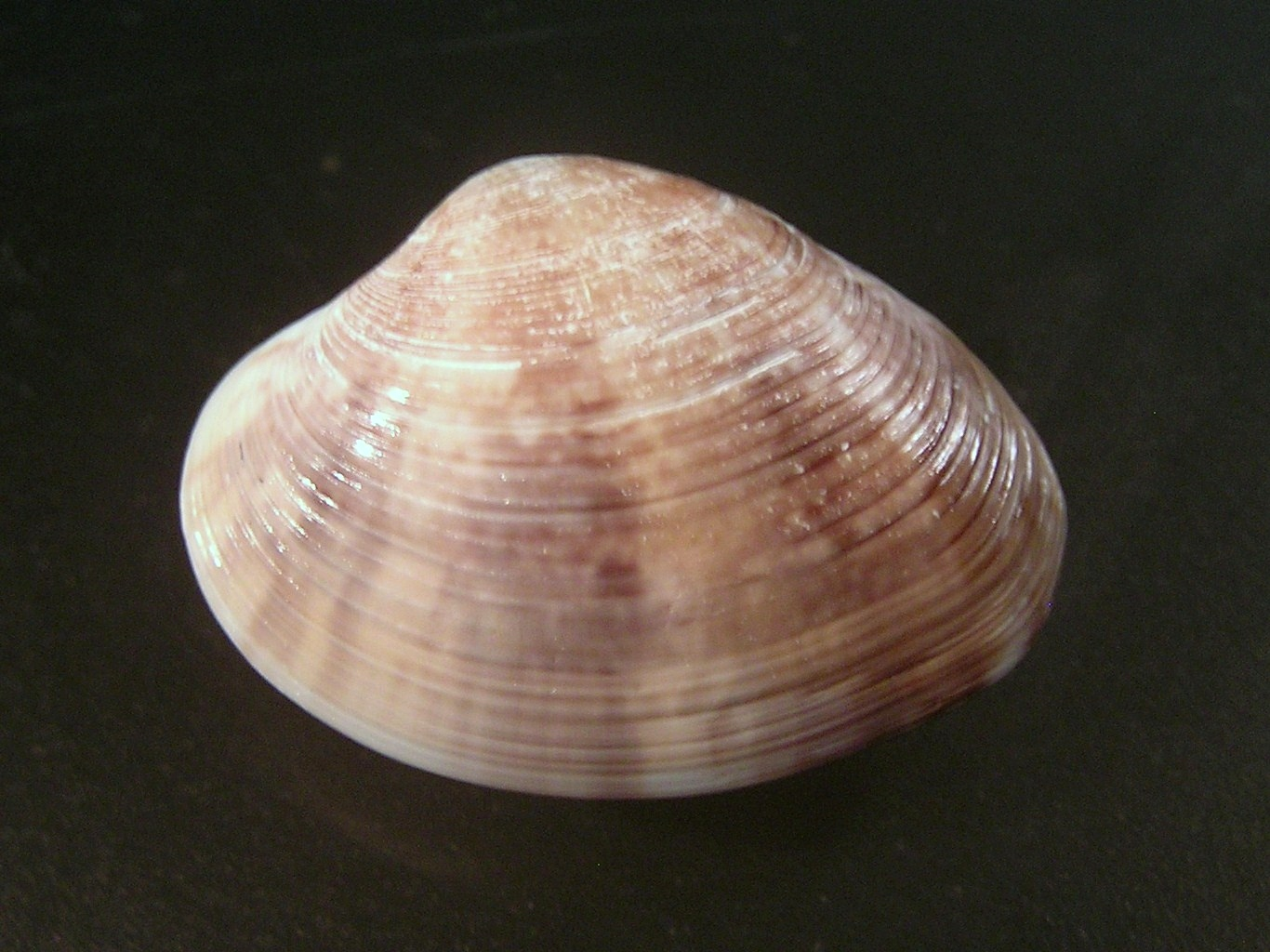
Marcia marmorata
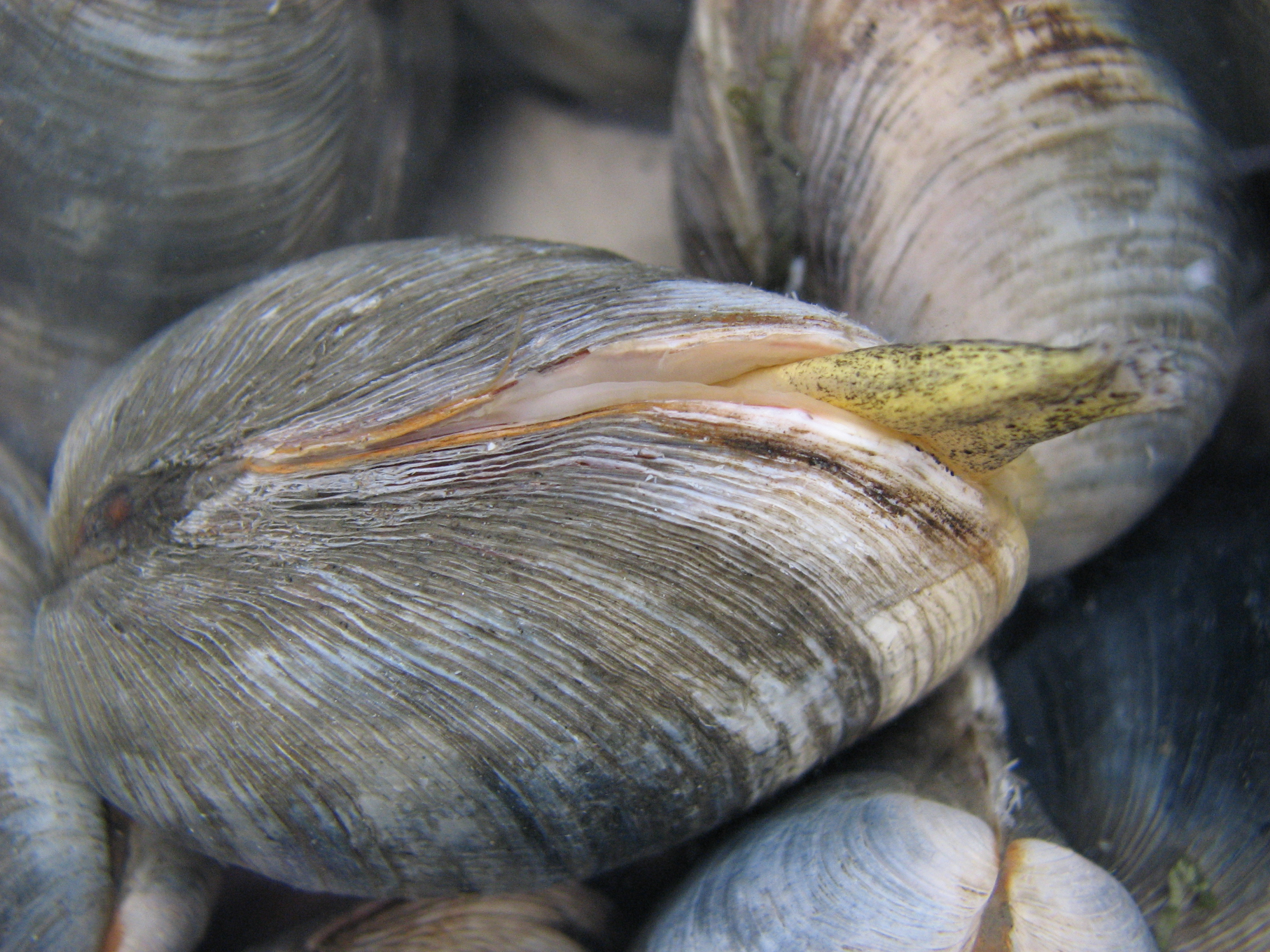
Mercenaria mercenaria
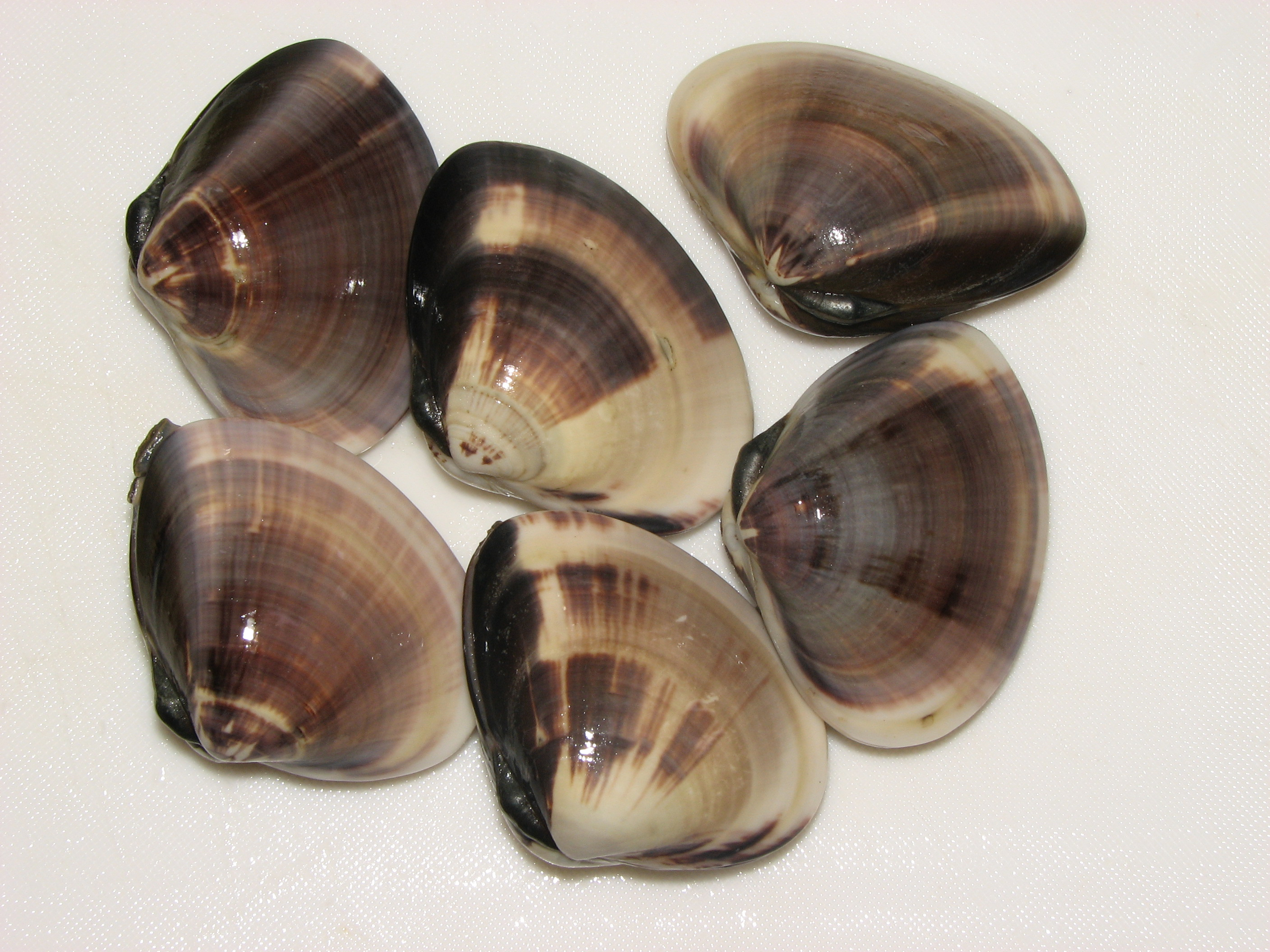
Meretrix lamarckii
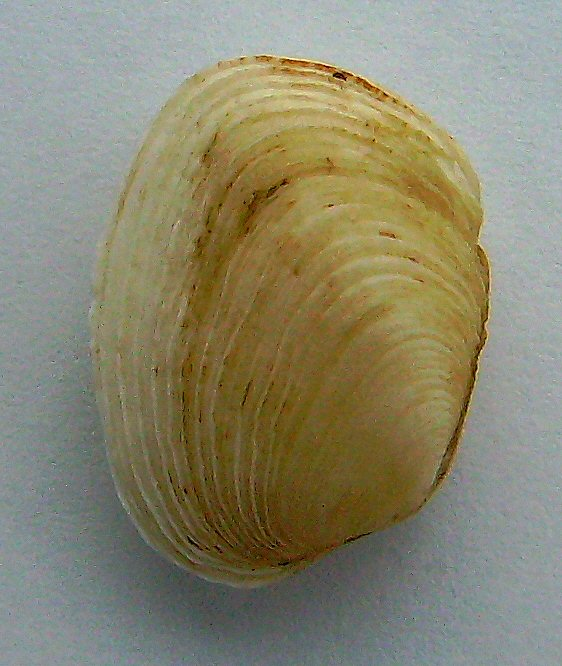
Notirus reflexus
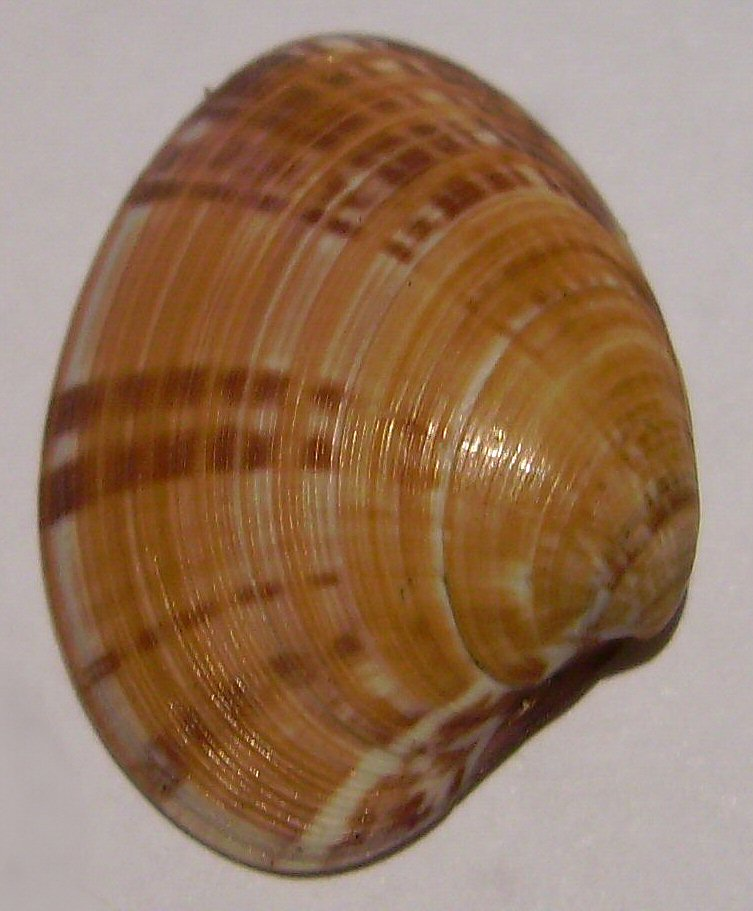
Notocallista multistriata
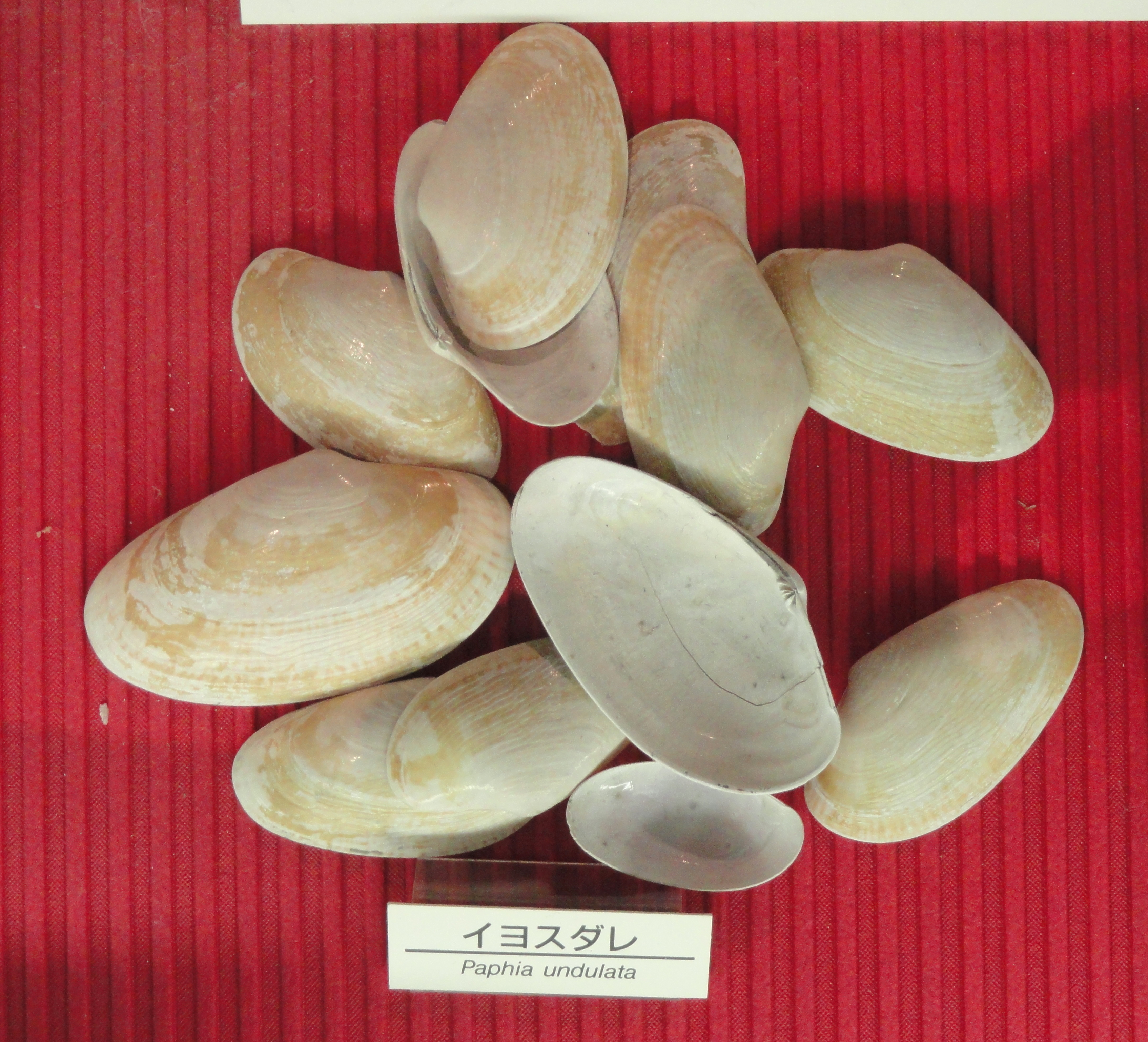
Paphia undulata
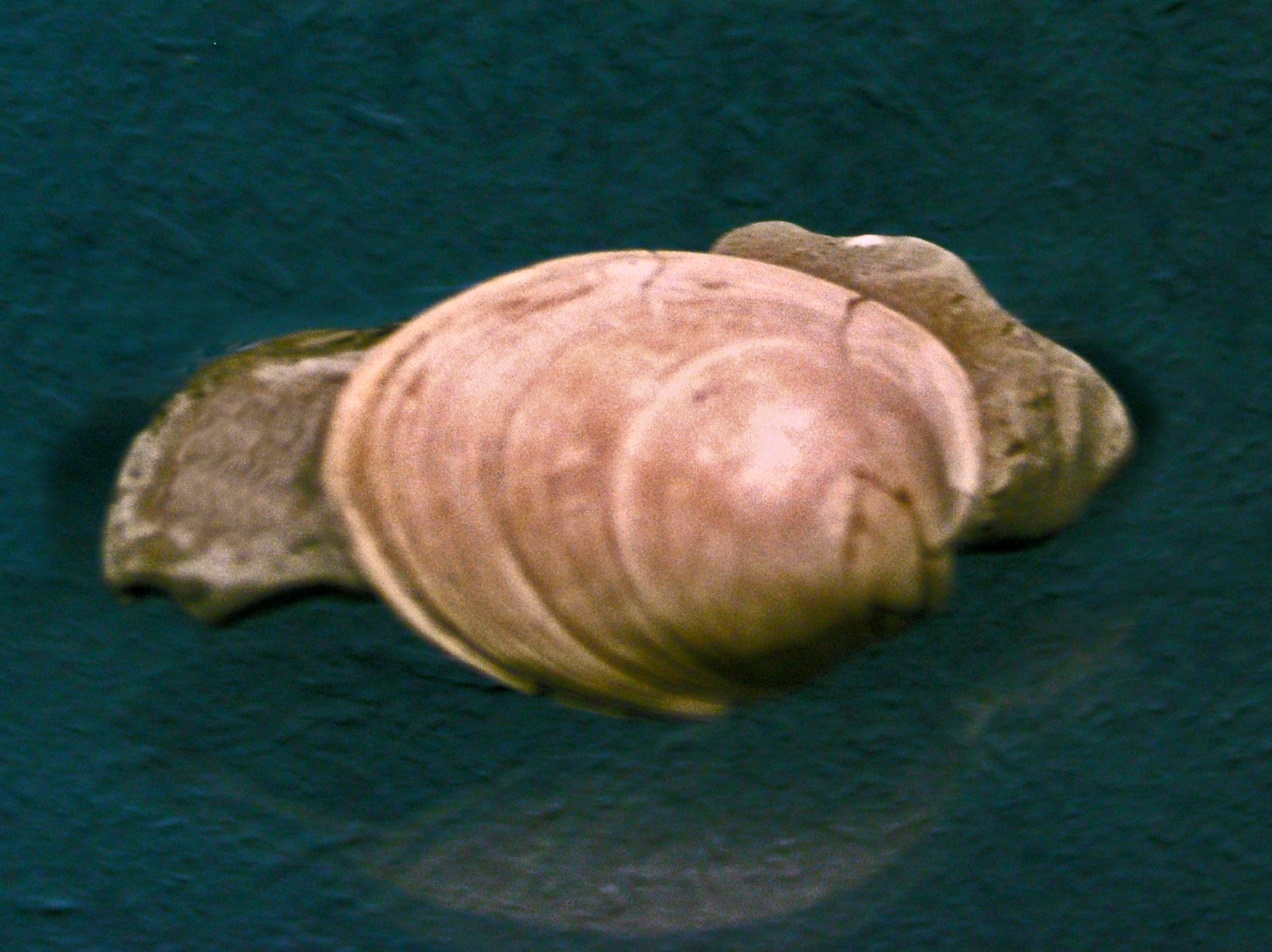
Pelecyora brocchii
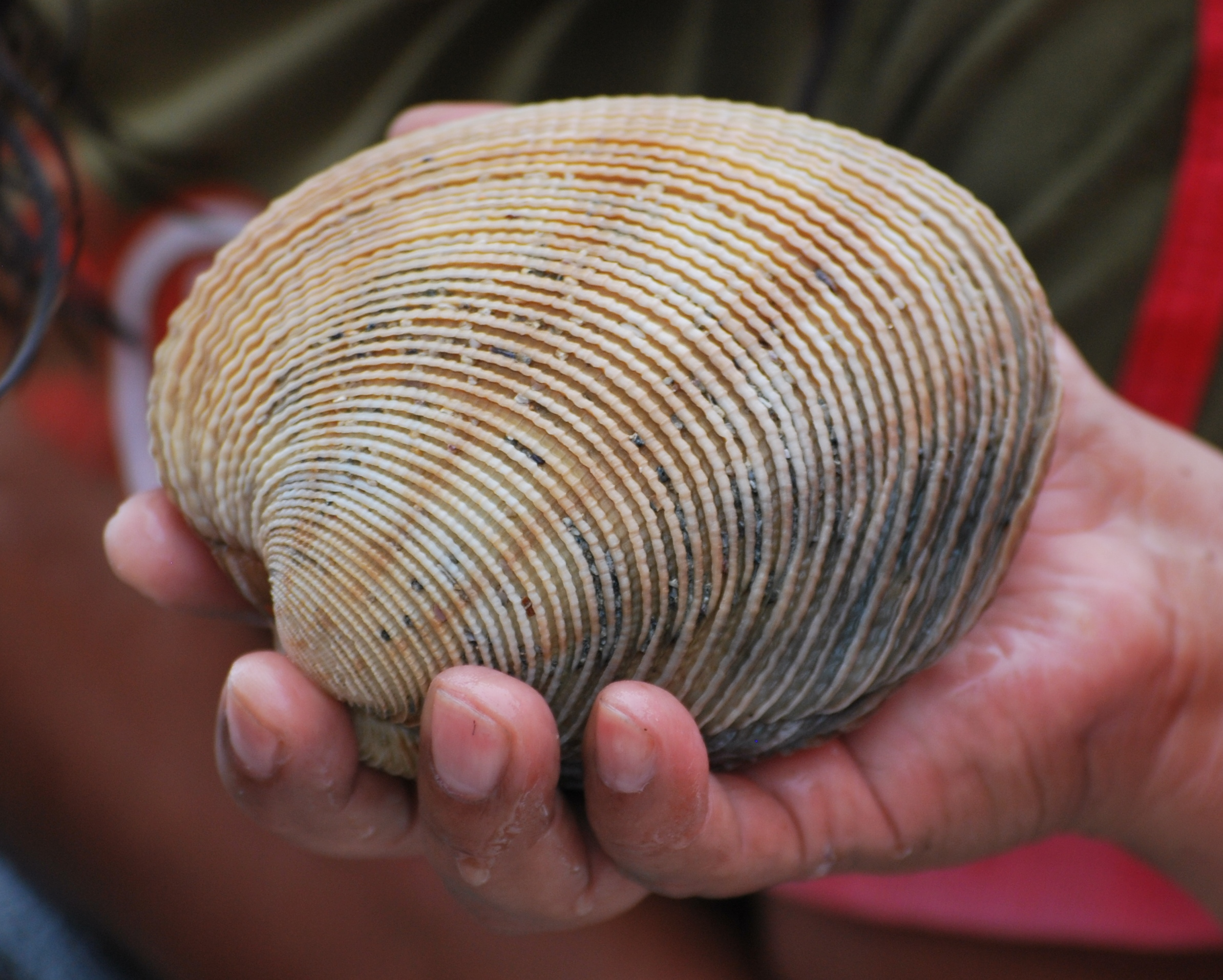
Periglypta multicostata
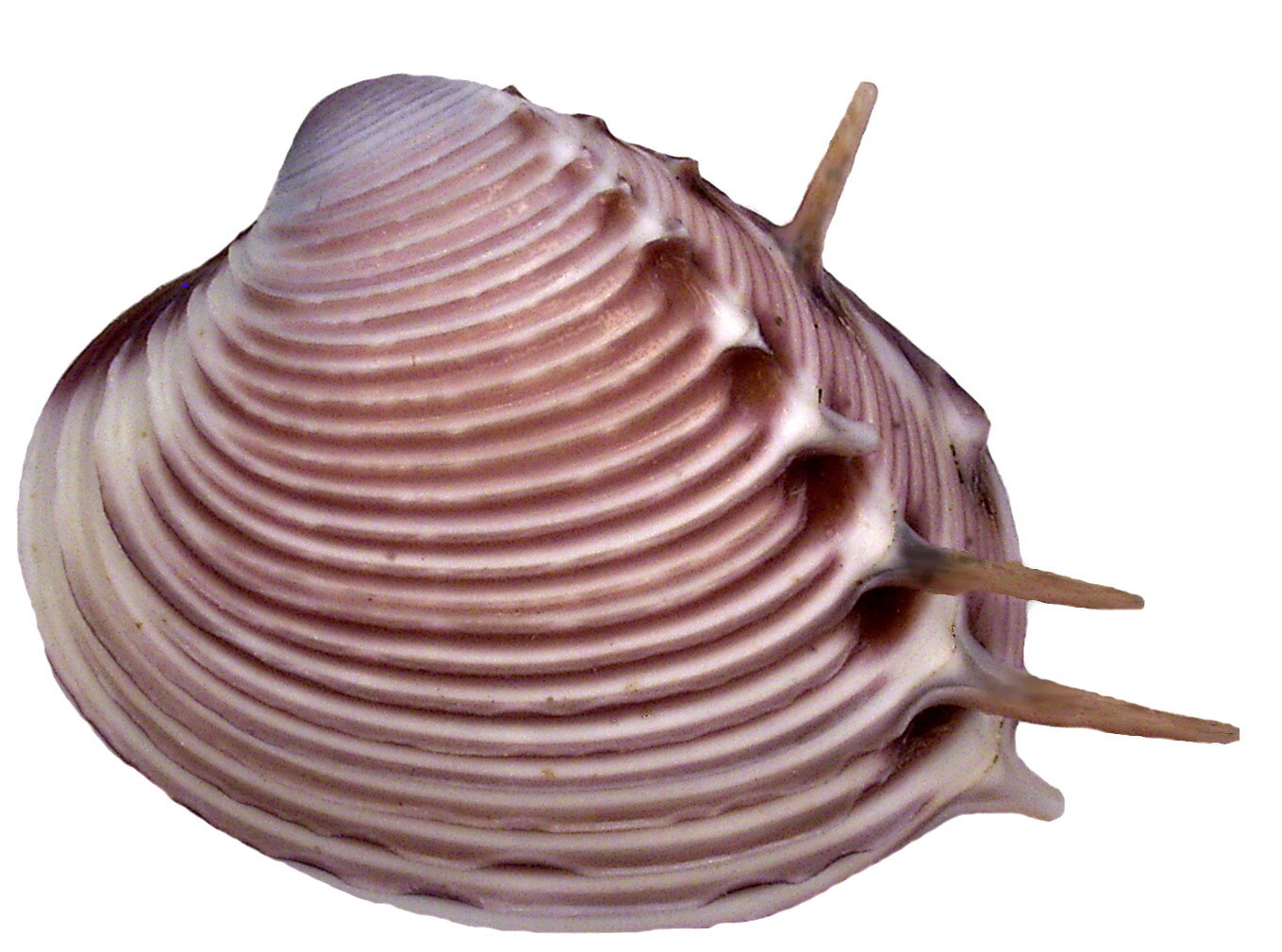
Pitar lupanaria
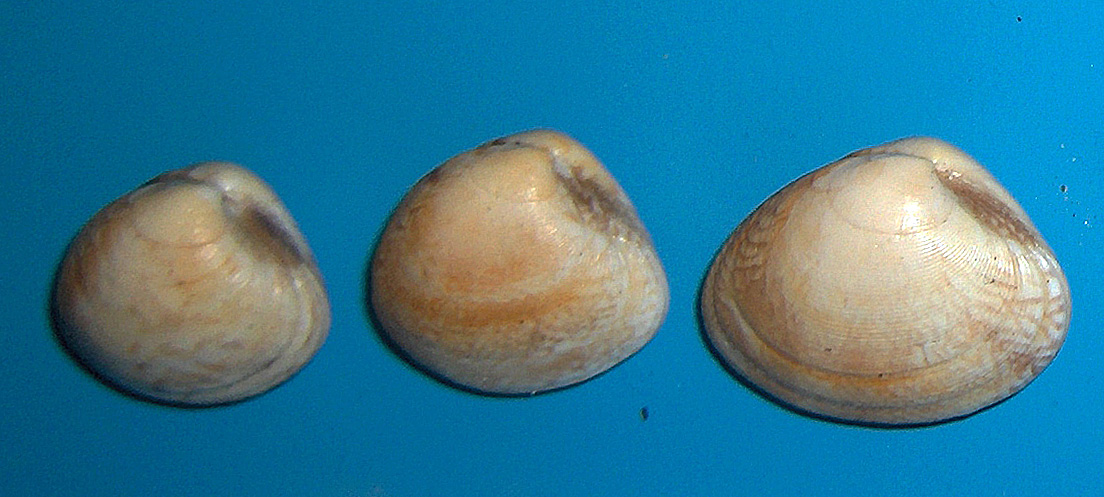
Polititapes aureus
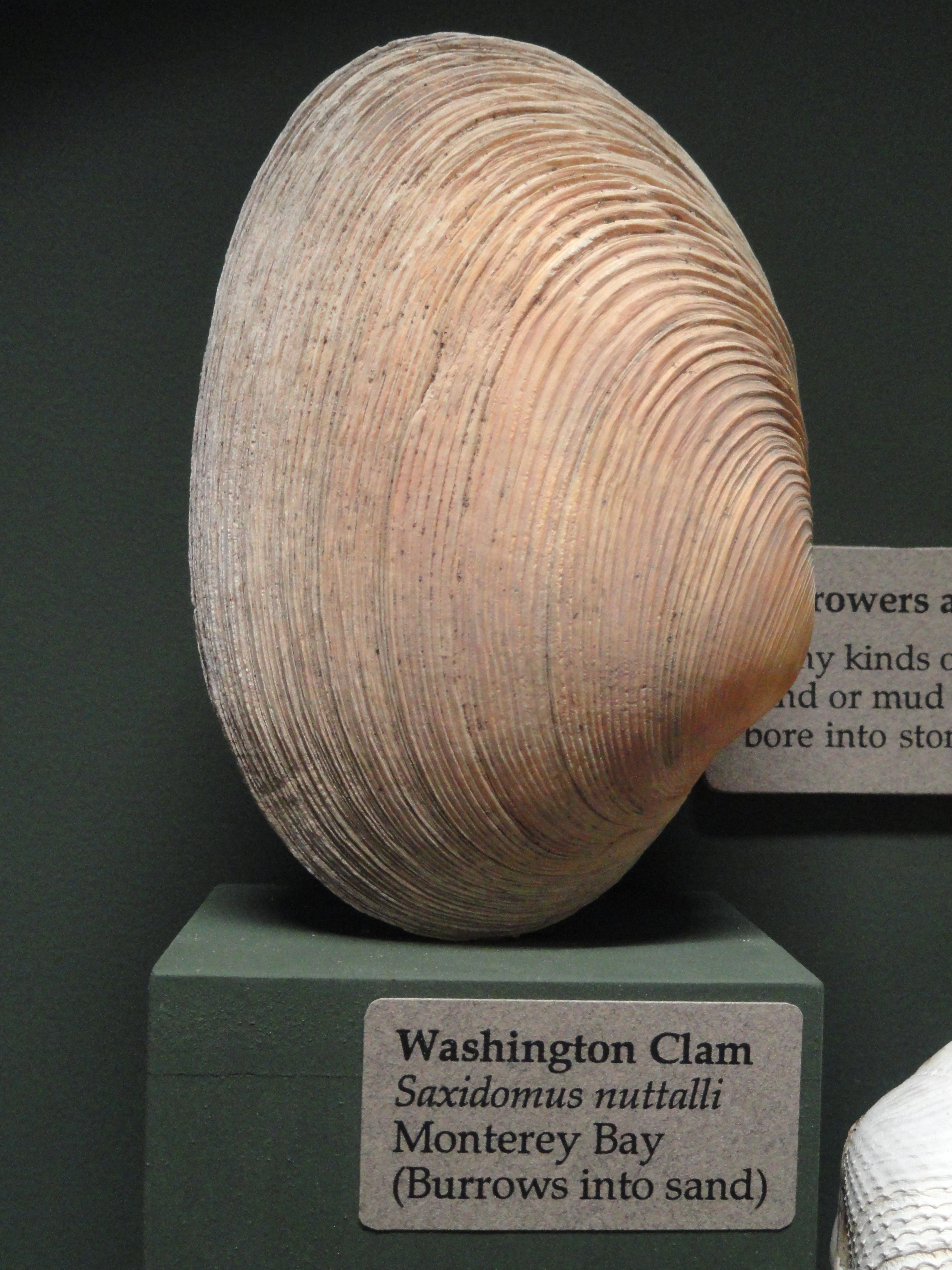
Saxidomus nuttalli
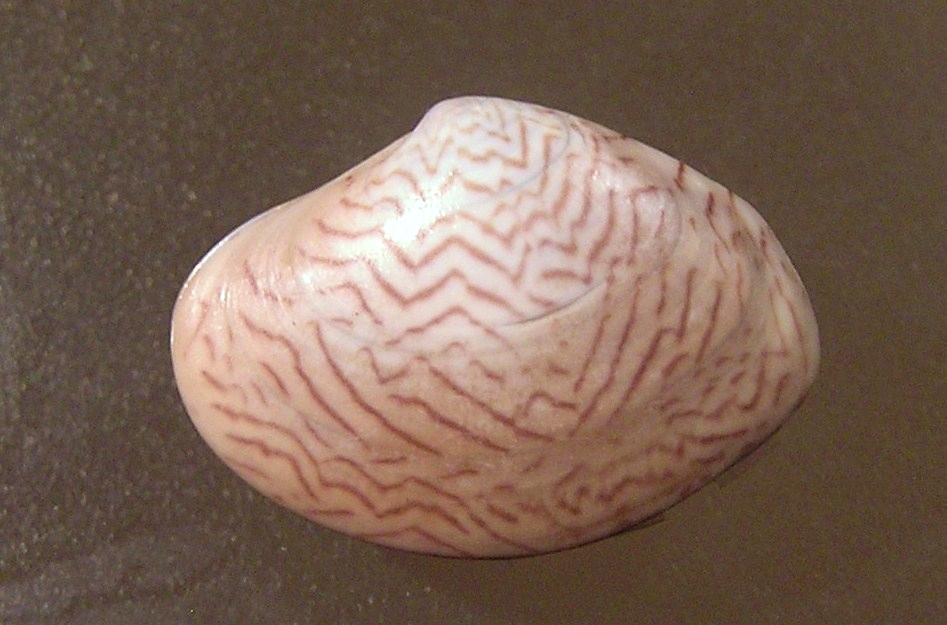
Sunetta meroe
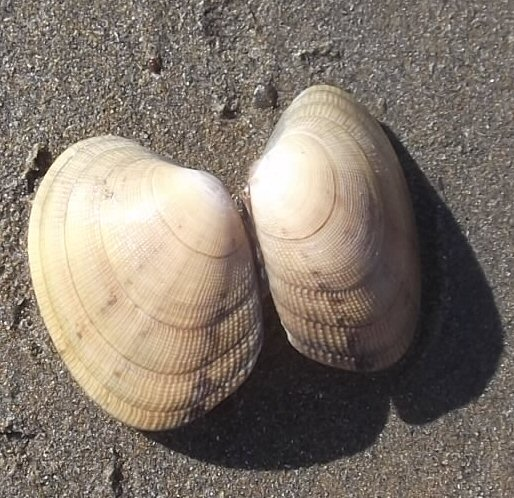
Tapes decussata
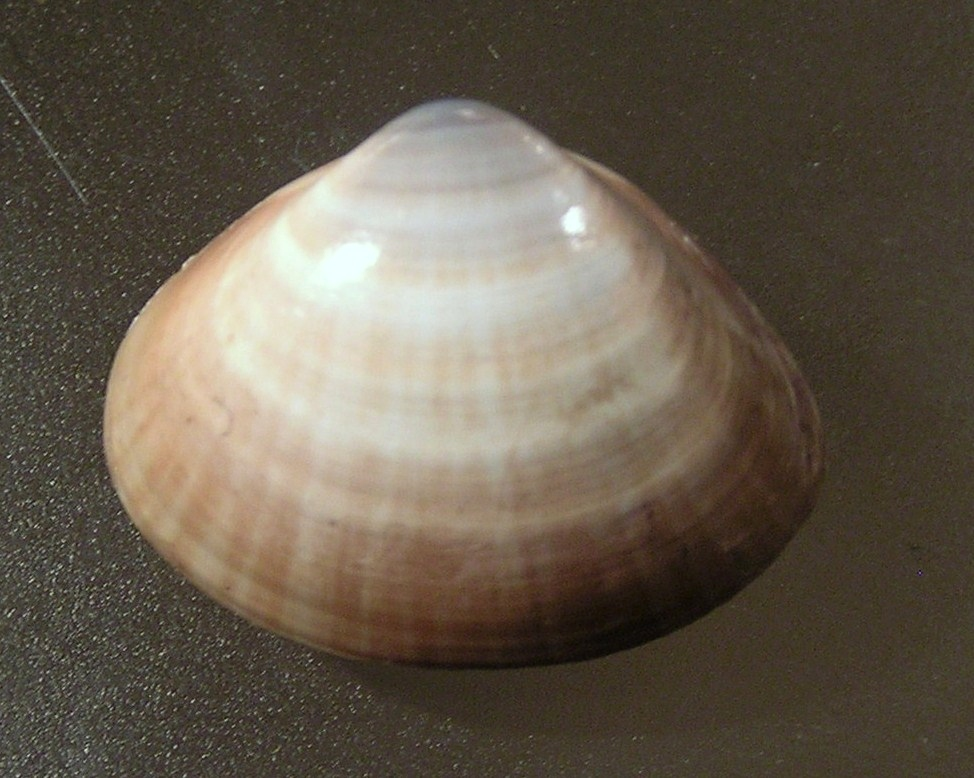
Tivela ponderosa
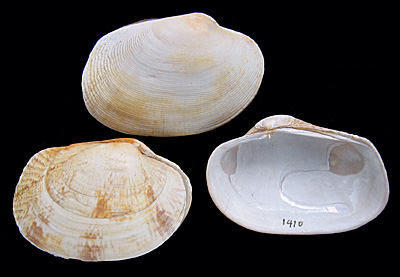
Venerupis corrugata
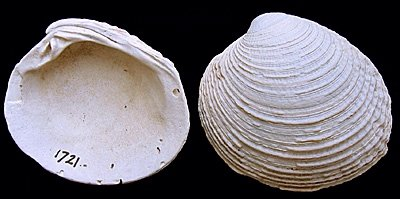
Venus verrucosa